# 1-デオキシ-D-キシルロース-5-リン酸レダクトイソメラーゼ
1-デオキシ-D-キシルロース-5-リン酸レダクトイソメラーゼまたはDXPレダクトイソメラーゼ（1-deoxy-D-xylulose-5-phosphate reductoisomerase, DXP reductoisomerase）は、2-C-メチルエリトリトール-4-リン酸と1-デオキシ-D-キシルロース-5-リン酸とを相互変換する酸化還元酵素である。イソプレノイド生合成における非メバロン酸経路を構成する酵素の一つである。

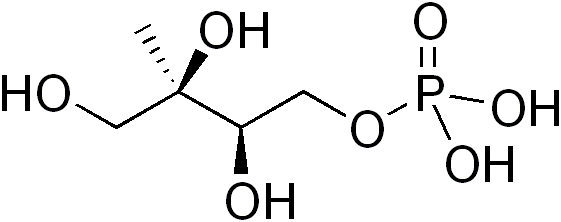
2-C-メチルエリトリトール-4-リン酸
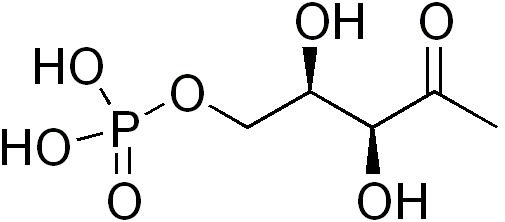
1-デオキシ-D-キシルロース-5-リン酸

組織名は2-C-methyl-D-erythritol-4-phosphate:NADP+ oxidoreductase(isomerizing)で、別名にDXP-reductoisomerase, 1-deoxy-D-xylulose-5-phosphate isomeroreductase, 2-C-methyl-D-erythritol 4-phosphate (MEP) synthaseがある。